# 田崎明
田崎 明（たさき あきら、1934年2月3日 - 2015年3月16日）は、日本の物性物理学者。筑波大学名誉教授。東京都出身。
父は生理学者の田崎一二。子息に物理学者の田崎晴明。植物学者の鳥居啓子は従姪（従兄弟の子）。

## 略歴
- 1957年、学習院大学理学部物理学科卒業。
- 1961年、東京大学大学院数物系研究科物理学専攻博士課程退学。同年、東京大学助手。
- 1964年、大阪大学基礎工学部助教授。
- 1977年、筑波大学物理工学系教授。
- 2013年11月、瑞宝中綬章受章[2]。
- 2015年、悪性リンパ腫のため死去、81歳[3]。

## 著作
- 「磁気がひらく未来」(裳華房) ISBN 4-7853-8534-0